# Neuma

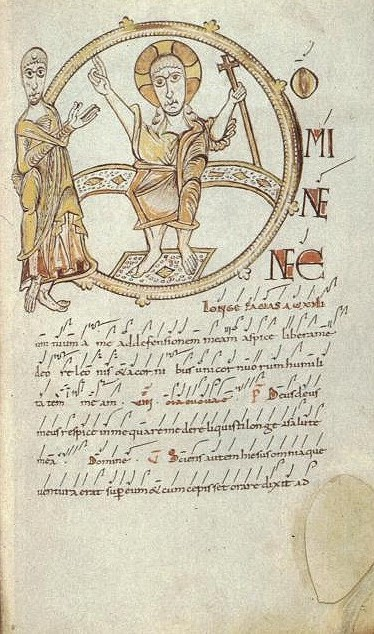
Adiasztematikus neumák az Angyali kódexből

A neuma (latin; görögül pneuma [πνεύμα], jelentése: „intés” [taglejtés, a kórusvezénylés kézjelei]) az énekhangok lejtését, illetve egy-egy dallamfrázist leíró grafikus jel. Egy neuma 1-4 hangos dallamformulát jelöl. Egyes hangjelei a noták (latin: „hangjegy, megjegyzés”). A szövegsorok közé úgynevezett in campo aperto („nyílt téren”) írt neumák azt mutatják, hogy a szöveg egyes szótagjait milyen irányú – lefelé, vagy fölfelé elmozduló – dallammal kell megszólaltatni. A korai jelek sem a hangmagasságot, sem a ritmust nem jelölik.
A neumajelek formailag a kherionomiára és az antik görög verselés hangmagasságra vonatkozó prozódiai jeleire vezethetők vissza. A zene írásbeli rögzítését szolgáló neumaírás, azaz hangcsoportírás a hangjegyírás legelső formája.
Európában a neumák kialakulása szorosan összekapcsolódik Nagy Károly frank király 781-ben kezdődő írásreformjával, ezzel párhuzamosan a latin nyelvű egyházi liturgia egységesítését célzó törekvésekkel és a gregorián énekkel.
A zene hangzásbeli összetettségének – hangmagasság, kötések és díszítések – mind tökéletesebb grafikus leírását célzó törekvések eredményeként az európai énekes iskolákban (schola cantorumokban) egymás mellett, párhuzamosan kialakult írásmódok összeolvadásával a 9-10. század fordulóján rögzült a dallammozgás hangközeit is megjelenítő úgynevezett diasztematikus neumaírásmód, majd a 11. századtól Arezzói Guidó vonalrendszerbe illesztett notációi. Ekkorra a neuma eredeti – dallamfrázist, illetve hangcsoportot leíró – tartalma mellett önálló hangjegyértelmezést is kapott, írásmódja az egyes hangok és szótagok összetartozását is megjelenítette. Legfejlettebb formája a ma is használatos kvadrátírás, a római notáció – amely már jelöli a hangmagasságot és a dallamot, de a ritmust nem – és a rombuszos, vagy menzurális német korálnotáció, mely már a hangok ritmikus értékviszonyait is jelzi.
A mai zenetudomány a neuma szóval jelöli a legkorábbi hangjegyírás alapformáit, és ugyanezt az elnevezést használja azon hangcsoportokra is, melyek a gregorián zenében a kottaolvasás alapelemei.

## A hangjegyírás kezdetei
A zene kezdetben egyszólamú, a kultuszokhoz kötődő, szájhagyomány útján élő művészet volt. Nem igényelte az írásos rögzítést. A zene legkorábbi ábrázolását a mindennapi életet megjelenítő képeken láthatjuk, amelyek a zenei előadás egy pillanatát rögzítik.

### Ekfonetikus jelek
Mivel a kultuszok szertartásai a szent szövegek ismételgetése köré épültek fel, egy következő állomásnak a zenei mondanivaló tagolására és hangsúlyaira vonatkozó emlékeztető jeleket tekintjük.

### A „musziké” – a múzsai művészet
Az ókori görög archaikus korban (i. e. 7–6. század) a tánc–zene–nyelv esszenciájaként alakult ki a lírikus költészet (lírakíséretes ének), amelyben a versritmus – a hosszú és rövid szótagok váltakozása, emelkedése süllyedése – megújult, kiemelt szerepet kapott. Ugyanekkor jelent meg a versben a változó hangmagasság is, ami körülbelül egykvintnyi terjedelmet jelentett. Az előadó egy személyben költő és énekes is volt, a nyelv zenévé vált. A musziké fogalmának egysége később felbomlott, de a klasszikus görög verset hanyatlásának idején, oktató céllal rendszerezték. Ekkor alakultak ki a görög prozódia (énekbeszéd) jelei és elnevezései.
| Tonoi – hangmagasság jelei          | görög és latin név         | Padae – a szóvégek jelei                   | görög és latin név         |
| ----------------------------------- | -------------------------- | ------------------------------------------ | -------------------------- |
| magas: /                            | okheia; acutus             | kötött: ‿                                  | ophen; conjunctio          |
| mély: \                             | bareia; gravis             | elválasztott: ,                            | diasztolé; distinctio      |
| magas–mély: ∩                       | periszpomené; circumflexus | aposztróf: '                               | aposztrophosz; apostrophus |
| Kronoi – időtartam, szótagok hossza |                            | Pneumata – a szó kezdetének hangsúly-jelei |                            |
| hosszú: –                           | makrosz; longa             | h-val: \|–                                 | daszeia; aspiratio         |
| rövid: ∪                            | brakhüsz; brevis           | h nélkül: –\|                              | philer; siccitas           |

E jeleket felosztjuk a próza előadásmódját leíró ekfonetikus-neumákra – tagolás, zárlatok – azaz recitációs formulákat jelző lekció jelekre, és az éneklést visszaadó fölfelé, lefelé irányuló és a hullámzó mozgást megjelenítő dallam-, vagy akcentus-neumákra.
Ezen akcentus jelek közül az acutus és a gravis nagyon hasonlítanak egyes neumákra, nagy valószínűséggel a legelső jelek mintái voltak.
Az énekbeszéd jelein túl, az i. e. 6. században kialakult a görög betű-kottaírás, amely az egyetlen ókori notáció.
- Az athéniek Delphoiban álló kincsesházának déli falába vésett Apollón-himnusz, i. e. 2. század
- A kis-ázsiai Trallészből származó Szeikilosz sztélén található bordal, i. e. 2. század
- A ókori görög betű-kottaírás jelrendszere

### A zsinagógai énekbeszéd
A másik legkorábbi neumákkal kapcsolatba hozható jelrendszer az óhéber Tóra recitálás ekfonetikus (görögül: ekphónészisz – ἐκφώνησις, jelentése kvázi-dallamos előadásmód) jelei voltak. I. e. 5. századi adatok szerint az őskeresztény szent szövegek és imák a beszédhez kötődő énekléssel szólaltak meg. Az énekbeszédben ekfonetikus hangsúlyokkal (tagolás, zárlat) emelték ki a mondatok kezdetét és végét, illetve jelezték a szöveghez vagy szótagokhoz tartozó visszatérő dallamfordulatokat.

## Az egyházi zene fejlődése

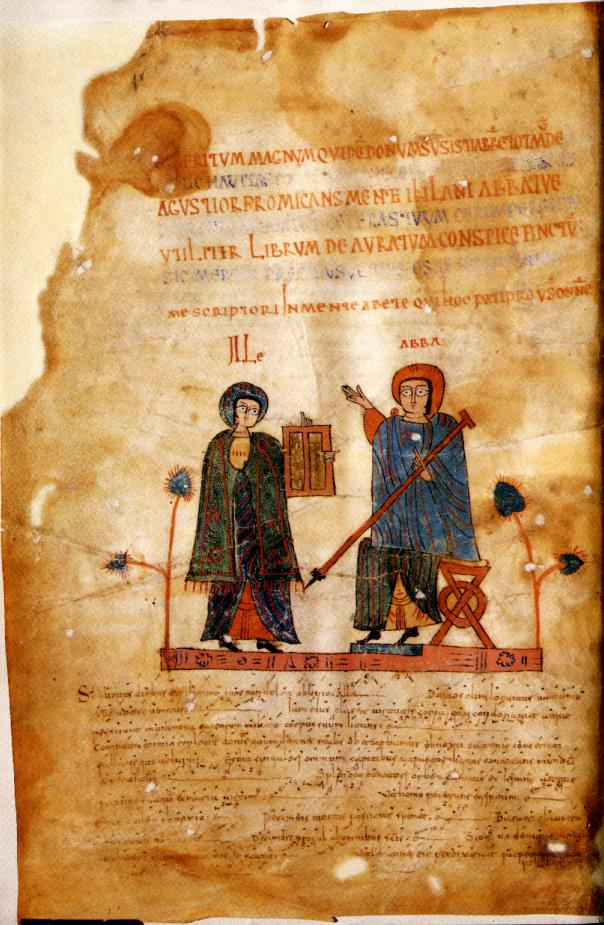
A leóni Antifonále részlete – mozarab liturgia, 11. század

Az őskeresztény egyház zenéjéről nincsenek közvetlen emlékek; szájhagyományon alapult. Forrásait egyfelől a zsidó templomi zenében, főként a zsinagógai énekbeszéd (kantilláció) vokális formáiban és hagyományában; másfelől a késő ókori, Földközi-tenger melléki területek hellenisztikus zenéjében találjuk meg.
Az ún. „apostoli korban” – 4–7. század – alakult ki az istentiszteletek és ünnepek szertartásrendje. Ugyanekkor jött létre a hitbéli ismeretek megőrzése érdekében a szerzetesség intézménye (Rómától viszonylag független érsekségek és kolostorok alakultak), és a liturgikus énekek megőrzése és fejlesztése érdekében az énekes kollégiumok, a scholák intézménye – közöttük a legfontosabb a római Schola Cantorum.
Az egyházi zenében különböző liturgiák és éneklési módok éltek egymás mellett: keleten Bizánc, Jeruzsálem, Alexandria, Antiokheia, központtal a bizánci, a kelet- és nyugatszír, kopt liturgiák, míg nyugaton Itália, Hispania és Gallia területén a római és milánói (ambrozián), spanyol (mozarab), gallikán és ír-brit (kelta) liturgiák.

### A bizánci neumák
Az uralkodó nézet szerint, az első neumaírásmód Bizáncban alakult ki a 9. század elejére, az énekbeszéd, és az összes korábban kialakult zenei jel ötvözésével. Ezt támasztják alá a Keletrómai Birodalom nagyobb városainak kulturális aktivitásáról és a zenei kompozíciók sokszínűségéről számot adó régi dokumentumok, továbbá a bizánci zene kéziratos és nyomtatott emlékeinek hatalmas ránk maradt mennyisége.
A Római Birodalom kettészakadásával (i. sz. 395) Bizáncban megalakult a keleti egyház, amely igen sokoldalú: magában foglalja a korai kereszténység országainak egyházait (Palesztina, Szíria, Görögország) valamennyit más-más nyelvvel és eltérő zeneiséggel. A bizánci zene és ezen belül a bizánci egyházi zene gyökerei a görög, szír, valamint a héberen keresztül a zsinagógai énekes tradíciókra nyúlnak vissza. (Például: 380 körül, a szír illetve bizánci területen íródott Apostoli Konstitúciók  8. könyvében találjuk a legrégibb teljes miseszöveget.)
A bizánci hangjegyírás, magában hordozta a görög írás ekfonetikus és speciális zenei jeleit, valamint az egyes dallamszakaszok lejtésére vonatkozó grafikus jeleket (kicsiny ecsetvonásokat, vesszőket, pontokat) is. Ezek az önálló jelek a kézjelekkel való irányításra, vezénylésre, más néven kheironomiára visszavezethető pontok és vonalak kombinációinak tekinthetők. A kheironomia (latinul  khironomia – intés, figyelmeztetés) jelentette a kezeknek a táncban megnyilvánuló pantomimikáját, és az előénekes  dallammozgást leíró, vezénylő kézmozdulatainak, intéseinek stilizált rajzolatait. A görög neuma (intés, figyelmeztetés) a kheironomiával azonos jelentésű.
Az előadás dallamát csupán emlékeztető jelleggel megjelenítő korai bizánci neumajelek lényeges továbbfejlesztését a keleti egyházi szertartásrend nem tette szükségessé. Általánosan tekintve a keleti kultúrák liturgiája máig megőrizte improvizatív jellegét és szájhagyomány útján továbbadott művészi hagyományait.
A 15-19. század során megreformált görögkeleti hangjegyírás elterjedésével a bizánci neumajelek használata megszűnt.

## A Nyugati liturgia neumáinak kialakulása
A 6. század végén, I. Gergely pápa a római egyház hatalmának megerősítése érdekében hozott központosító reformtörekvései elsősorban az egyházi igazgatást, és az egyházjogot, másodsorban a liturgiát és az énekeket érintették, ez utóbbiak mint gregorián énekek ebben az időben kapcsolódtak össze legendaszerűen I. Gergely alakjával. A nyugati liturgia egységesítése céljából több pápa vezetése alatt ekkor indult meg a római dallamok összegyűjtése. Róma központosító törekvéseit a Karoling-monarchia támogatásával sikerült biztosítani. Pipin uralkodása alatt Gallia, majd Nagy Károly idejében az egész Frank Birodalom római hatás alá került.
A liturgikus énekeket Rómában egy speciális kórus énekelte, énekeseit kifejezetten erre képezték ki és ezért Schola Cantorumnak, „énekes iskolának” nevezték. 7 énekesből állt, az első három szólistaként is szerepelt, a 4. volt a „főmellékénekes” (archiparaponista), az 5-7. „mellékénekesek” voltak és csak kórusban énekeltek. A római schola cantorum mintájára egész Európában megalakultak az énekes iskolák, amelyek között kimagaslott Tours, Metz és Szt. Gallen iskolája.
Ahhoz hogy a római szertartásrend zenei vonatkozásban is egyértelmű, és egységesíthető legyen szükségessé vált a dallamok leírása. Ám az énekek írásba foglalására a rögzítés elemeinek hiányában nem kerülhetett sor. A zenei írás kialakítását csaknem minden középkori énekes és íróiskola megpróbálta, amelynek eredményeként 8. század során, a 9. század elejére kialakultak az európai kottaírás első formái.

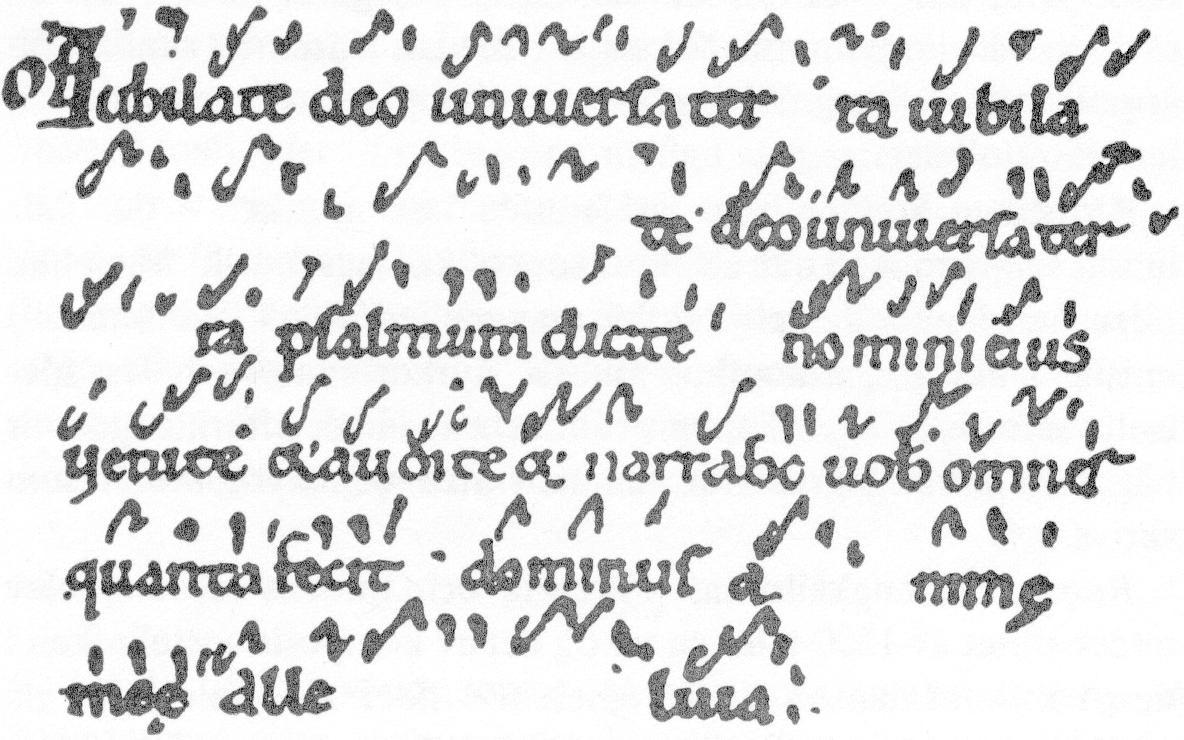
A Iubilate Deo universa terra zsoltár részlete a szöveg fölé rajzolt vezénylési jelekkel

Az európai, vagy nyugati neumák kialakulását többféleképpen vezeti le a zenetudomány:
Legkorábbi elméletek képviselői a kheironomia jeleit tekintették kiindulópontnak. A legelső neumákat, az előénekes (cantor) vezénylő kézmozdulatainak, intéseinek stilizált rajzolataként értelmezték. A neuma elnevezés maga is arra utal, hogy kezdetben, amikor nem volt kottaírás a hangcsoportokat kézmozdulatokkal, a hanglépéseknek levegőbe rajzolásával jelölték. Napjainkra azonban többen megkérdőjelezik, hogy a kora középkori szerzetesek Európa-szerte egységes kézjeleket használtak volna; és a két szó – kherionomia és neuma – tartalmi (intés) azonossága nem tekinthető megfelelő bizonyítéknak.
A bizánci-görög elmélet szerint a latin neumaírás jelei, a bizánci-neumák leszármazottai.  Ma is kutatások tárgyát képezi, hogy van-e közvetlen kapcsolat a görög-szír; a szír-örmény, görög-kopt és a latin „pontozásos” notációk és a bizánci illetve a héber ”ekfonetikus jelek” –  mint például a Taamim –  és a neumák között.
Az akcentus-elmélet képviselői a nyelvi kultúrából, a görög énekbeszéd prozódiai jeleiből vezeti le a neumák formáját. (lásd fent A musziké szakaszban)
Felmerült, hogy a Gallia egyes déli területein és Hispániában használatos nyugati gót írásjeleknek a 8-9. század folyamán kialakult kalligrafikusabb változatát – amelynek „különös ismertetőjele, hogy a rövidítéseket a szó feletti vonalkával, és felette egy ponttal jelöli” – a karoling-írásformák kialakulása során mintaként használták.
Az is feltételezhető, hogy a neumák direkt minták nélkül, újonnan alakultak ki a karoling korban.
A legelfogadottabb megfogalmazás szerint „a neumaírás a karoling liturgikus, zenei, pedagógiai és írás-reform összefüggésébe illeszkedik.”  „Minthogy az ezt megelőzően legfejlettebb fokon álló antik görög hangjegyírás sem volt alkalmas a hajlékony, díszítésekkel (melizmákkal) teli dallamok rögzítésére, ezért Bizánchoz hasonlóan a karoling iskolák is a régebbi, a dallamvonalat jobban visszaadó kheironomiából indultak ki. Leírták a kheironomia jeleit, és hozzájuk kapcsolták az ókori görög prozódia hangsúlyjelei közül azokat, amelyek a hang magasságára vonatkoztak. A kheironomia »utánaírásából« így létrejött új, voltaképpen kheironomikus hangjegyírás, az önálló elemekből álló hangsúlylejegyzéses notáció, a neumaírás.”

### A neumaírás fejlődésének állomásai
Az egymástól térbeli elzártságban működő középkori énekes- és íróiskolákban, egymással párhuzamosan, más-más neumaírás-módok fejlődtek ki. Így megkülönböztetünk angol, breton, északfrancia, metzi, aquitán, katalán, spanyol, német, Szt. Gallen-i, novalesai, észak-itáliai, milánói, közép-itáliai, és beneventán neumaírásokat.

#### A legelső neumák és neumacsaládok

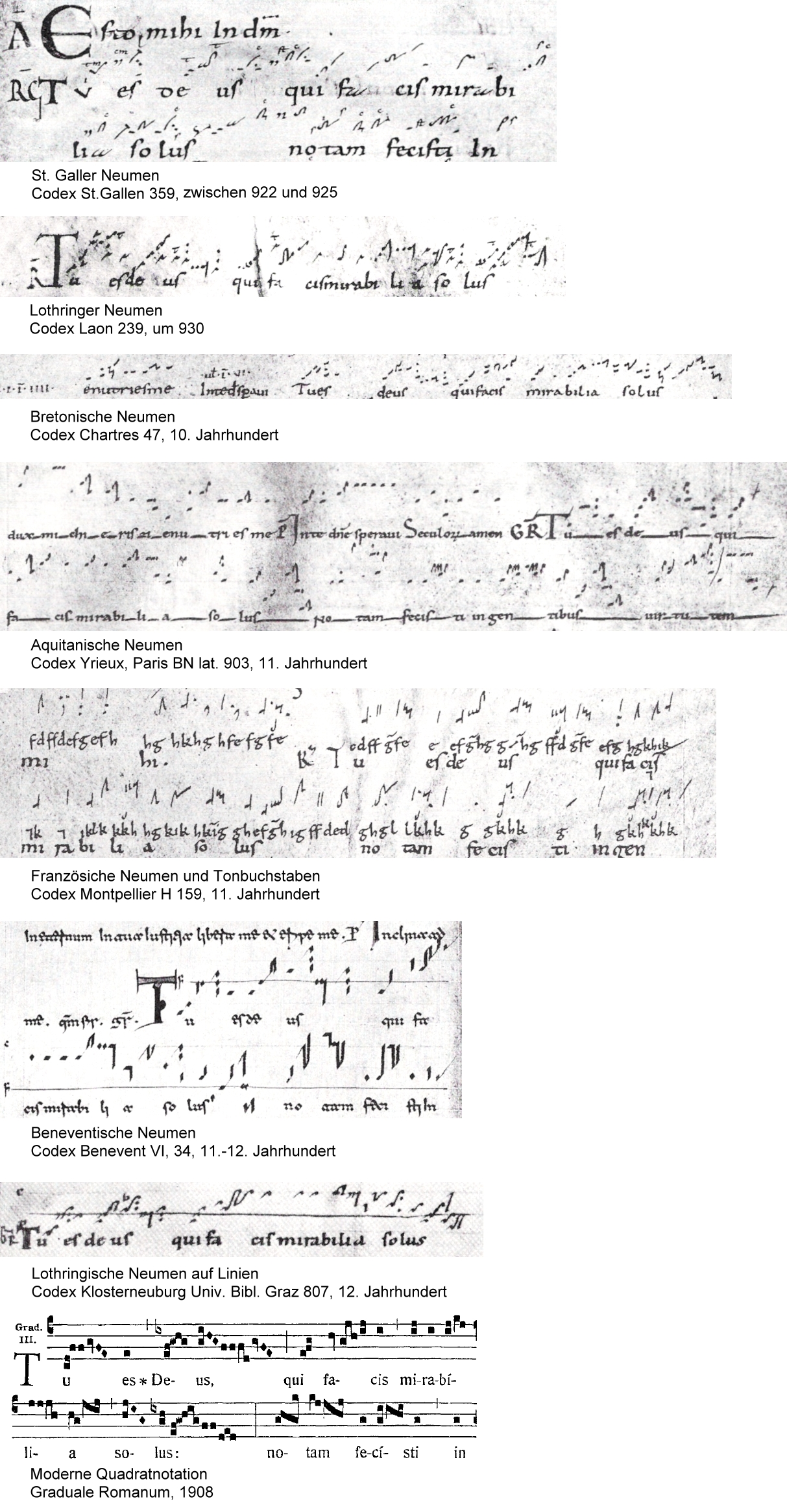
A Tu es Deus graduálé különféle neumaírással jegyzett változatai

A Frank Birodalom legfontosabb korabeli vallási központjai Tours és Chartres, Metz, és Laon kolostorai, a Sankt Gallen-i apátság, délen Montpellier, és Aquitania voltak. E központokban kialakított első neumaírásokat egyedi vonásaik alapján paleofrank vagy északfrancia – energikus, erőteljes vonalakkal rajzolt –, metzi – enyhén hullámos vonalak –, Szt. Gallen-i – vékony vonalak jellemzik –, és aquitán – törékeny, pontokra bontott vonalakkal ábrázolt – neumacsaládokba soroljuk.
Ezek az első neumák emlékeztető jellegűek voltak. A korai neumaírás feltételezte, hogy az énekesek a dallamot a pontos hangközökkel a hagyomány alapján viva voce megtanulták és ismerték. E kezdeti korban a neumajeleket „in campo aperto”, azaz a szövegsorok közti üres térben helyezték el, és a függőleges irányt csak korlátozottan használták. Nem rögzítették a hangmagasságot, csak az egyes szótagokhoz tartozó hangok számát és hogy azok közül melyik van magasabban, melyik mélyebben; a jel csak az irányra és nem a lépés nagyságára (nem a hangközre) utalt. Egy neuma jelölhetett egy kitartott hangot vagy a szöveg egy szótagjára énekelendő 2-3-4 hangból álló dallamfrázist.
Az első nyugati jellegű neumákkal jegyzett szövegemlék a Charlemagne's desire, amelyet 800 körül, a metzi schola cantoruban írtak, frank énekesek  részére. A metzi schola évszázadokon át a karoling birodalom leghíresebb énekiskolája volt, ahová kezdetben Kis Pipin, majd Nagy Károly kérésére I. Adorján pápa többször is énekeseket küldött Rómából, az udvari liturgia betanítására, és a helyi énekesek átképzésére. A legkorábbi neumák használata nem korlátozódott a gregorián ének-repertoár lejegyzésére, hanem a liturgián kívüli vallásos énekek és világi dalok leírására is használták, ahogyan azt Boethius vagy Martianus Capella írásai bizonyítják.

#### Északfrancia neumák
Mivel a reform elsősorban karoling érdek volt, így az első kheironomikus hangjegyírás föltételezetten az északfrancia területen kialakult paleofrank notáció volt. „Vonalai világosak, finomak, vonalvezetése energikus és meredeken emelkedő. Jellemzője néhány jel felső végének megvastagítása, valamint bizonyos jeleinek végén levő "zászlócska". Legfontosabb emléke a dijoni apátság nagy Tonáriuma.”  Ebből az írásból fejlődött ki az angol és normann neumaírás, majd a 12. századtól kezdve a frank-normann-aquitán notációkból alakult ki a ma is használatos kvadrátírás.

#### Szt. Galleni neumák

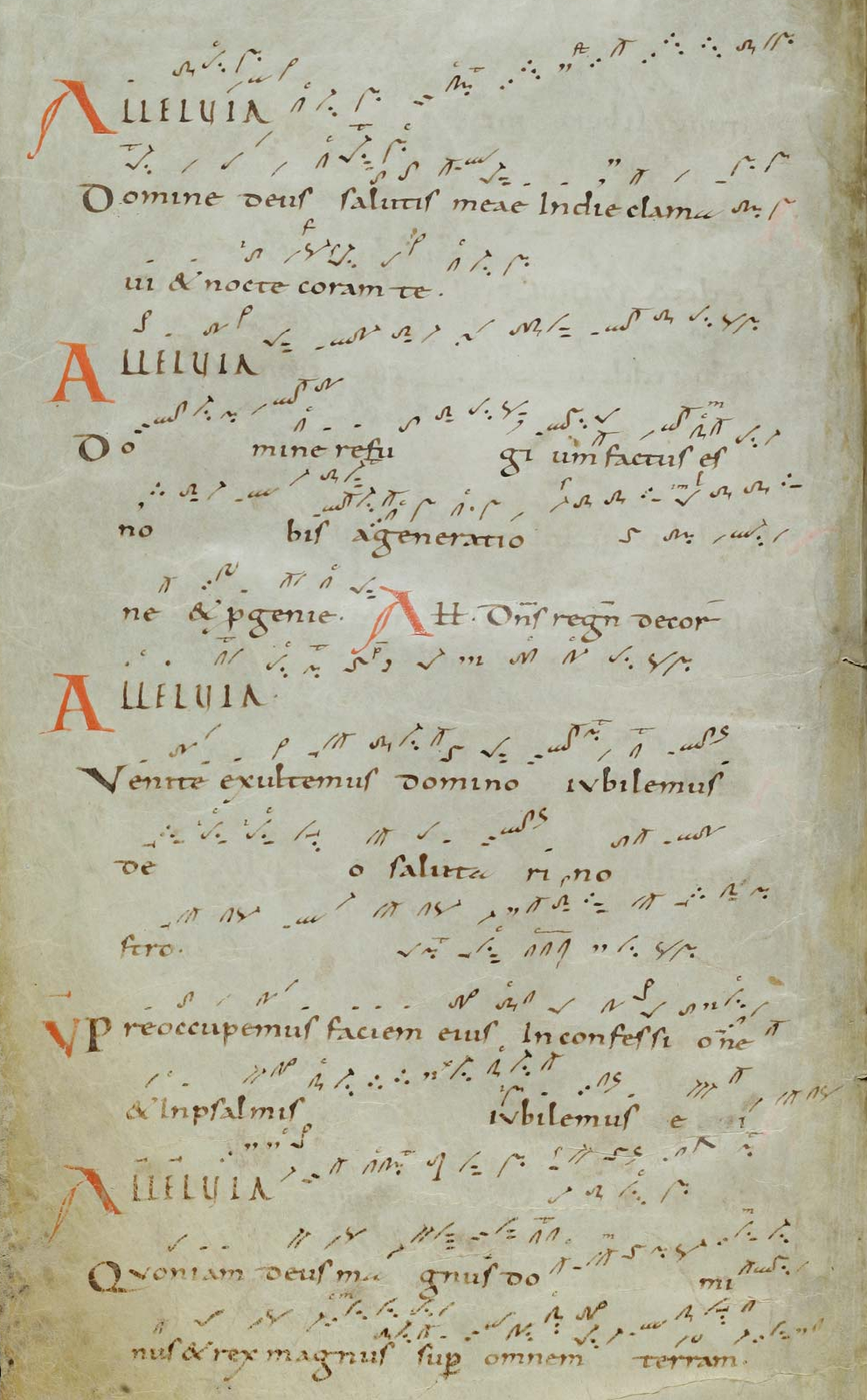
Szt. Gallen-i neuma-kézirat 922-926-ból

Ez a neumaírás a Sankt Gallen-i kolostorban kialakított egyszerű, tiszta vonalvezetésű, a kézíráshoz hasonló kurzív neumaírás. A Szt. Galleni notáció őrizte meg legtovább a korai neumaírás hagyományait. Használata a délnémet területeken terjedt el; ebből fejlődött a német neumaírás, majd a metzi írással kölcsönhatásban a gótizáló írásmód átvételével feloldódott a patkószög-notációban.

#### Metzi neumák
A metzi neumaírás jelei dőlt állásúak (jobbra hajlóak) voltak. A kurzív írás miatt egyes neumák sajátos rövid, hullámos horgot kaptak () és egyes vonalak vastagításával jelezték a dallamban bekövetkező változásokat. Az egyházi iskolák közvetítésével a metzi neumaírás terjedt el a Keleti Frank Birodalomban, majd az észak-német területeken. A német neumaírással párhuzamosan fejlődött; 14-15. századi továbbfejlesztett változata a gótikus patkószög-notáció.

#### Új hatás – Breton notáció
799-ben Nagy Károly elfoglalta az addig független Bretagne-t. Az itt használt neumaírás, a breton notáció az egyes jeleket eltérő magasságokban írta le, így már a dallam relatív hangmagasságára is utalt. A breton neumák a Karoling birodalom-szerte igen gyorsan terjedtek és nagy hatással voltak a további három nagy körzetre is, de elsősorban Aquitaniára.
A 10. századi kódexekben már világosan megkülönböztethető, letisztultabb neumaírás-típusokkal találkozunk. A három legelső, kizárólag gregorián énekeket tartalmazó, neumákkal jelzett liturgiagyűjtemény a 10. század eleji Szt. Gallen-i Codex Sangallensis 359, a Laon-i Codex Laon 239 és a Bretagne-i Codex Chartres 47. Az ebben megjelenő neumák – napjainkban Szt. Gallen-i neumák, lotharingiai-, vagy metzi neumák és breton neumáknak nevezzük – hasonlítanak is, nem is; az egyes jelvariációk egyedi jellegzetességgel bírnak, és alkalmazkodnak az ottani énekesek tapasztalatához, tanulási, memorizálási szokásaihoz.

### Diasztematikus neumaírás

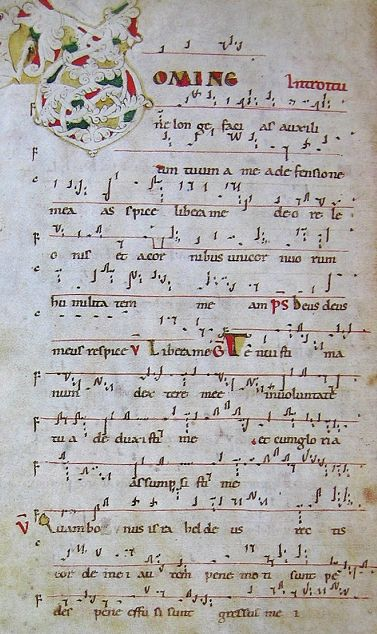
Tónus-vonalas neumaírás

A zene sokszínűségét mind jobban, mind pontosabban leíró jelrendszer kialakítását célzó törekvések sorában jelentős változást hozott a dallamlépések relatív nagyságát is jelző, a dallammozgás hangközeit is megjelenítő ún. diasztematikus írásmód kialakulása; továbbá az a fordulat, hogy a neuma eredeti – „dallamfrázis”–  tartalma mellett „önálló hangjegy” jelentést is kapott. Ezáltal könnyebbé vált a liturgia egyértelmű lejegyzése. A diasztematikus (görögül: diasztema – hangköz) notáció már jelezte a szótagok és az egyes hangok összetartozását, és átmenetet képez a 11. században kialakult vonalas neumaírás felé.

#### Aquitán neumák
Az aquitaniai iskolákban (a breton hatást befogadó) neumaírás fejlődése során a dallamívet még együttesen jelölő neumákat pontokra bontották, és a pontokat a hang magassági viszonyainak megfelelően, különböző magasságokban rendezték el. Később, 1000 körül, már egy vonalat karcoltak a dallamtér közepére; és a pontokat ezen a „tájékozódási vagy tónus vonalon”, illetve körülötte rendezték el, amivel igen megkönnyítették az azonos hangok eltalálását. A 11. század közepe Aquitániában (és Beneventóban) a diasztematika teljes kialakulásának és a tónusvonal-rendszer tökéletesítésének korszaka volt. Az egyes dallamok leggyakrabban énekelt hangjaira illetve hangnemenként, különböző erősségű és színű vonalakat alkalmaztak, és e vonalakra írták a hangjegypontokat. Az aquitániai írásiskolák központja a limoges-i Szt. Martial kolostor volt; ahol ezt az írásmódot egészen a 12. századig használták.

#### Az itáliai neumák
Itália területén Róma és Milánó mellett Benevento volt az írásreformok fontos központja. A észak-itáliai neumák az önálló városok életéhez igazodva sokszínűek, változatosak; a közép-, és dél-itáliai írások egységesebb képet mutatva szögletesek és díszesek voltak.
Az itáliai neumaírások közül az aquitániai hatásra a déli, beneventumi őrizte meg leginkább a diasztematikus írásmódot. Hangjegyeinek karaktere nagyon hasonlít az e területen alkalmazott unciális betűírásra; erőteljes, vastag vonalak, gerendák jellemzik, legfőbb ismertetői egyes jelek elszögletesedése, megnyújtása és az álló vonalak párhuzamos vezetése volt. Miután 1053-ban a Beneventói Hercegség az egyházi állam fennhatósága alá került, a beneventán neumaírás egész Közép-Itália és Róma-szerte uralkodó zenei írásformává vált.
A közép-itáliai írásmódot forradalmasították Arezzói Guidó zeneelmélet-író (1000 – 1050) négyvonalas rendszerbe illesztett notációi. Arezzói Guido reformjának lényege a terctávolságú vonalak és a C- vagy Ut és az F- vagy Fa betűkulcsok használata. A karcolt vonalak közé húzott színes – a sárga C-vonal és a piros F – vonalakkal már pontos hangokat és pontos hangmagasságokat lehetett jelölni, sőt a félhangok fekvését is megkülönböztethetően lehetett ábrázolni. „A vonalak alkalmazásával lehetővé vált ismeretlen dallamok lapról való pontos, az eredetihez hű leéneklése.” Ekkortól a neumák jelkészlete már alkalmassá lett a zene hangzásbeli összetettségének – hangmagasság, kötések és díszítések – grafikus leírására; egyedül a ritmust nem rögzítette.
Noha Johannes Affligemensis 1100 körül már szabályos neumáknak nevezte a vonalas-kulcsos írást, a vonalrendszer bevezetése és általánossá válása a zenei lejegyzésben nem volt gyors folyamat. A neumák egyes típusai, valamint a diasztematikus hangjegyírások elég hosszú ideig megmaradtak területi változataikban.

### Vonalas-kulcsos neumaírások

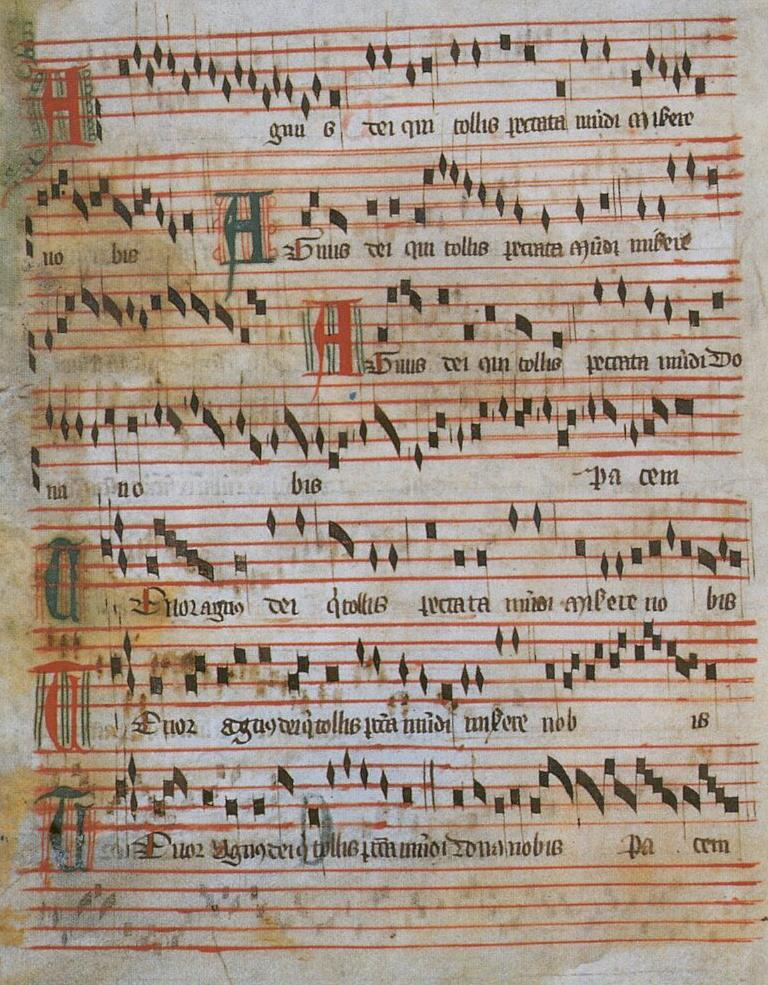
Az Agnus Dei – a Barcelonai Mise részlete, 14. század

A vonaltalan írás lényege a dallammozgás ábrázolása; az új, vonalas rendszer legfontosabb újítása az egyes hangok helyének megállapítása és kijelölése volt. A 13. század fordulójára három nagy íráscsaládra egyszerűsödött a korábbi vidékenkénti változatosság. Nyugat- és Dél-Európában az ún. kvadrátírás, Északon és Keleten a német-, illetve a metzi neumaírás gótikus változata uralkodott (ezek összeolvadásából alakult ki a 14. század folyamán, a gótikus hangjegyírás).

#### Gótikus patkószög-notáció
Az északfrancia (először a normandiai és flandriai) területeken – angol hatásra – elterjedt a ferde tartású, vágott írótoll használata. Ezáltal a Karoling minuszkula betűi elszögletesedtek, elkeskenyedtek és a különböző irányú vonalak különböző vastagságúak lettek. Ez a kézírás, a gótikus minuszkula a 12. századtól Európa-szerte fokozatosan terjedt, és stílusjegyei a 13-15. században a notációkba is bekerültek.
A német és metzi neumák a vonalrendszer használatának elterjedésével is megtartották eredeti stílusjegyeiket; kurzív vonalvezetésük különösen kedveltté vált, mivel a dőlt jelek jól elkülönültek a vízszintes vonalaktól. A két íráscsoportot mindössze az egyes hangok jelölésére használt neumák különböztették meg. A metzi neumaírás az egyes hangokra csak pontot (punctumot) használt, míg a német írás pontot és virgát is; ám a pontok a gótizálódás során egységesen rombusszá vastagodtak, a dőlt vonalak (virgák) függőleges állásúak lettek és ún. patkószöggé alakultak. Ez a jellegzetes patkószög-írás, amely a 14-16. századi német korálkönyvek általános írásmódja volt, csak stilisztikailag hasonlított a nyugati, illetve latin területeken egyidejűleg használt, fejlettebb szintre jutott kvadrátíráshoz.

#### Kvadrát-notáció

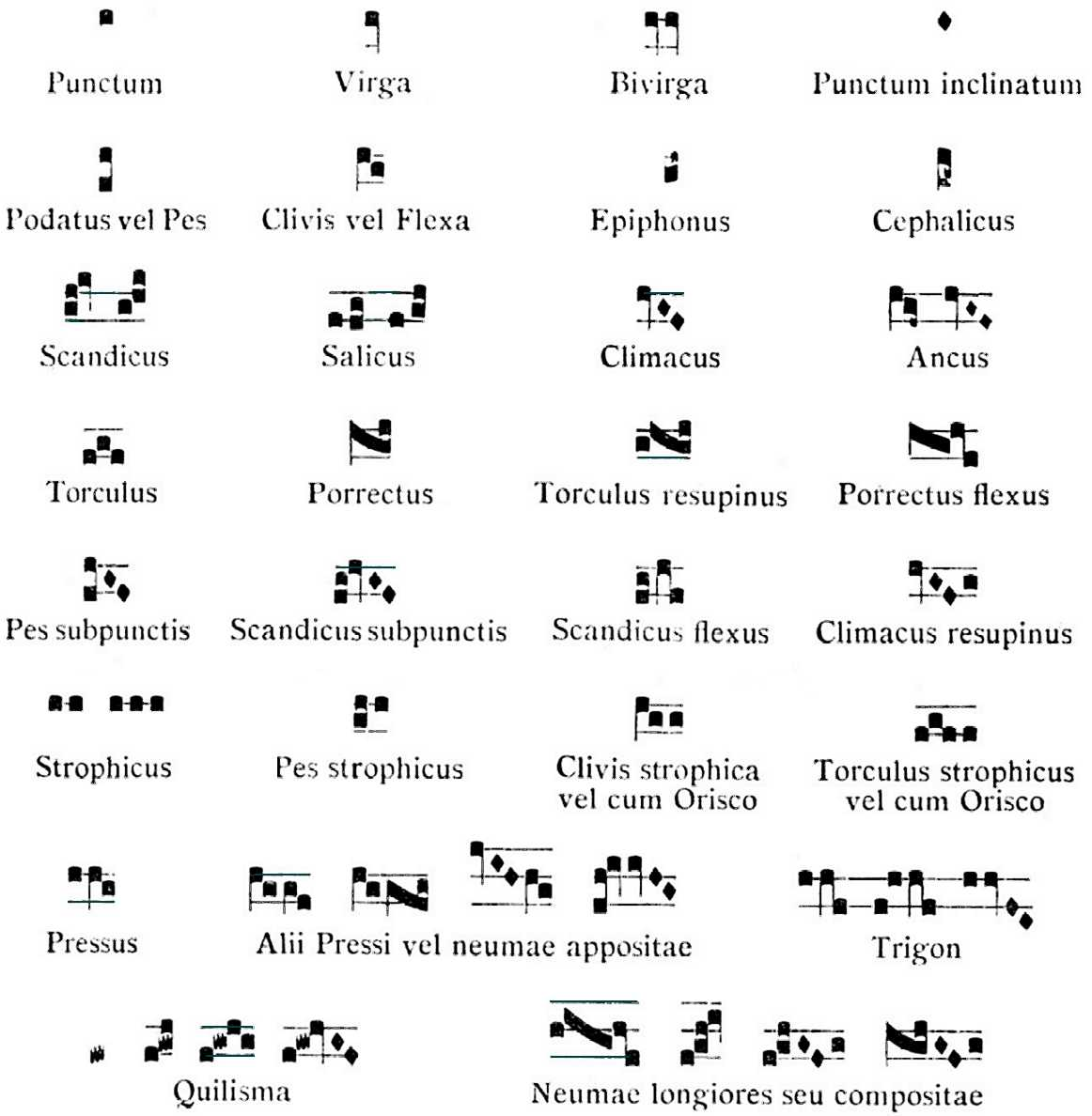
A Vatikán hivatalos kvadrát neumái

A kvadrátírás a 12. századtól kezdve az északfrancia- és az aquitán neumákból keletkezett úgy, hogy a neumák pontszerű fejei az új íróeszköz használata miatt négyzetekké erősödtek.
A kvadrát-notáció alaki jegyein kívül tartalmilag is különbözött a korábbi neumaírásoktól, mivel a jelek kivétel nélkül különálló hangokat jelöltek. Hiányossága abban állt, hogy formai merevsége miatt a díszítőhangok lejegyzésére nem volt alkalmas, ezzel a dallamok veszítettek eredeti gazdagságukból.
Ezt a lejegyzésmódot kezdetben Île-de-France katedrálisaiban használták, majd Angliára és Itáliára is átterjedt. A francia területeken a domonkosok és a karthauziak, az olasz területeken a ferencesek segítették egységes használatának elterjedését. A 13. században már a világi zenék (trubadúrénekek, trouvère-ek, laudák – itáliai egyházi népénekek) kéziratait, is a Nota quadratával jegyezték le.
Az új típusú Nota quadrata az újkori gregorián reformmal, a római katolikus egyházi énekek máig is hivatalos írásmódja maradt. Rómában III. Miklós pápa új, kvadrátírású kódexek és misekönyvek készítését írta elő, a régieket – buzgóságában – megsemmisíttette.
Ennek a korális notációnak alapján kezdődött meg a hangjegyírás mai jelformáinak kialakulása. A továbbfejlődést a több szólamú, illetve a szöveg nélküli hangszeres zene lejegyzésére irányuló törekvések váltották ki.

### Neumaírások Magyarországon – esztergomi notáció

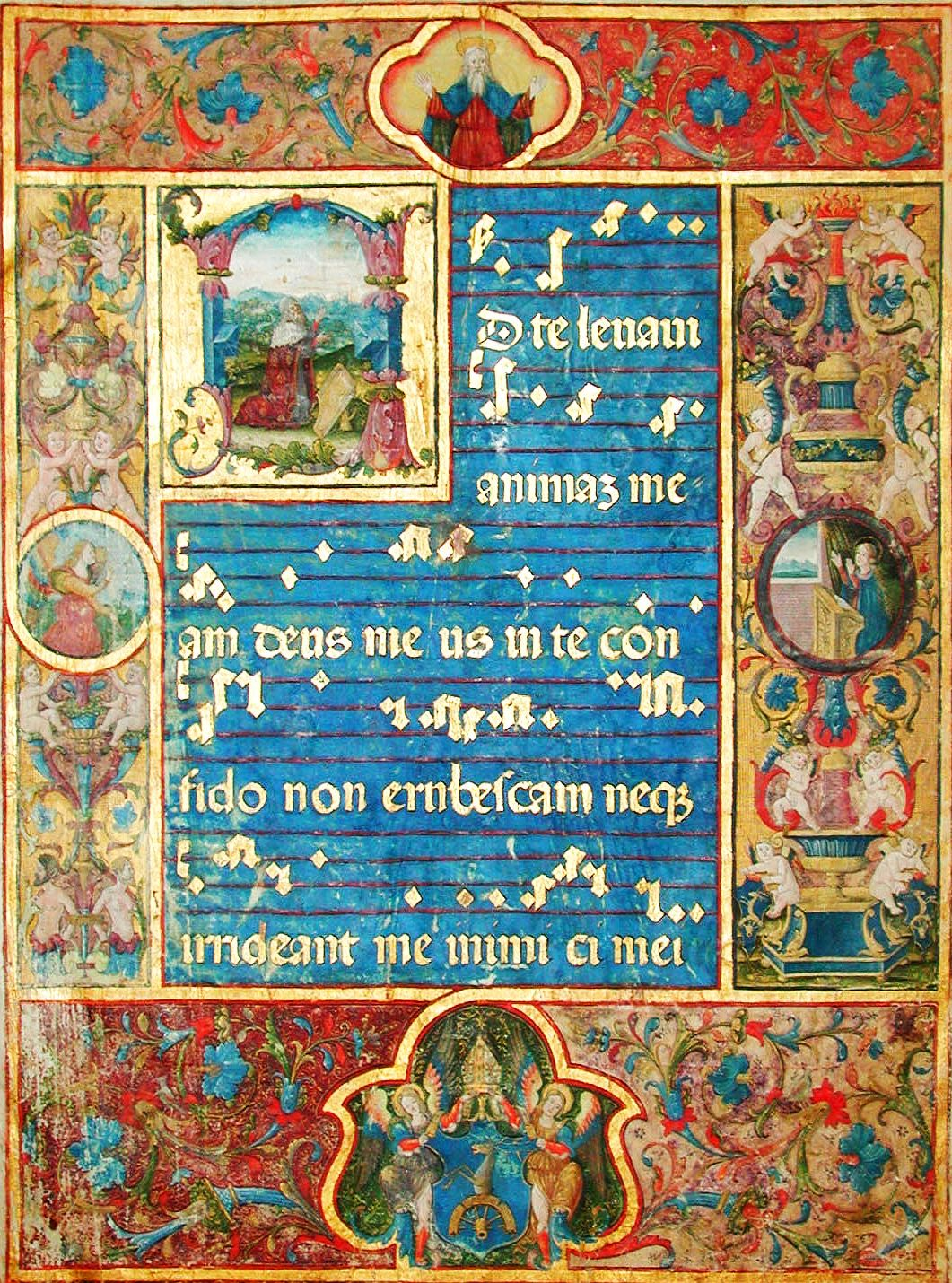
Bakócz-graduále

Magyarország egyházi központjai, István király egyházszervező rendeletei révén már a 11. század eleje óta rendelkeztek liturgikus énekeskönyvekkel. Ezek az első, a 11-12. századfordulói zenei emlékek a Szt. Galleni (német) neumaíráson alapultak, de formájukban különböző itáliai neumatípusok átvétele is kimutatható (Codex Albensis).
A 12. század folyamán a különböző neumaírások egységesítésével, és az Arezzói Guido-féle vonalrendszer alkalmazásával, az Esztergomi érsekség iskolájában kialakult egy sajátos magyar neumaírás, az esztergomi notáció. Az esztergomi notáció fejlődése, 12-15. századok alatti hosszú kalligrafikus átalakulása sok kéziraton és régi töredéken tanulmányozható, egyedi vonásai a 15. század végi nyomtatott missalék kéziratos hangjegyeiben, majd a protestáns graduálisokon át egészen a barokk kori énekeskönyvekig nyomon követhetők. Legkorábbi forrása a Pray-kódex, amely első prózai nyelvemlékünket, a Halotti Beszédet tartalmazza.
A 13. században, a szerzetesrendek megtelepedése a neumaírások kavalkádját eredményezte: a ciszterciták az északfrancia írást használták, a premontreiek a metzi, a ferencesek és a domonkosok pedig kvadrát notációt alkalmazták.
A 15. századra három fő neumastílus: a kvadrátírás (Mátyás-graduale, Corvinák (1480-90)), a gótikus patkószög neumák (szepesi graduale és antiphonale (1426 körül)), valamint az esztergomi notáció és a metzi-gót neumaírás stilizált változatának (Bakócz-graduále, és a pálos eredetű leleszi antiphonale (16. század második fele)) használata jellemezte hazánkat. Ezt a megújult magyar neumaírást a pálosok a 18. századig – a rend feloszlásáig – alkalmazták. A 15. század elejétől a cseh befolyás jeleként megjelent az ún. rombikus írás is (Ulászló-graduále, 1500 körül).

### A neumák és a ritmus
A kezdeti notációkra az volt jellemző, hogy csak a dallamvonal jelzésére törekedtek, nincs ütembeosztás és nem alakítottak ki súlypontokat. A zenei tagolást és a dallam ritmusát a szöveg tartalma, összefüggései és nyelvi gesztusai határozták meg. Így a neumaírással jegyzett gregorián éneknek a modern értelemben nincs ritmusa.
Az általános gyakorlatban a szillabikus vagy szótagoló előadásnál minden szótag fölött van egy-egy hangjegy (punctum vagy virga), itt a ritmus a szöveghez és annak hangsúlyaihoz igazodik. Melizmatikus előadásnál egy-egy szótag fölött több hangot megjelenítő neumák állnak; egy hangsúlyos hangot egy vagy két hangsúlytalan követ, így többnyire kettős és hármas csoportok váltakoznak. Minden kottasor végén áll egy kis szöveg nélküli kottafej, a custos, amely a következő sorkezdet hangmagasságát adja meg. Ezen túl egyes régi kódexek apró jeleket vagy betűket használtak annak jelölésére, hogy az előadásban mely hangokon alkalmazzanak kis nyújtást vagy rövidítést.

#### A neumaírás mellékjelei

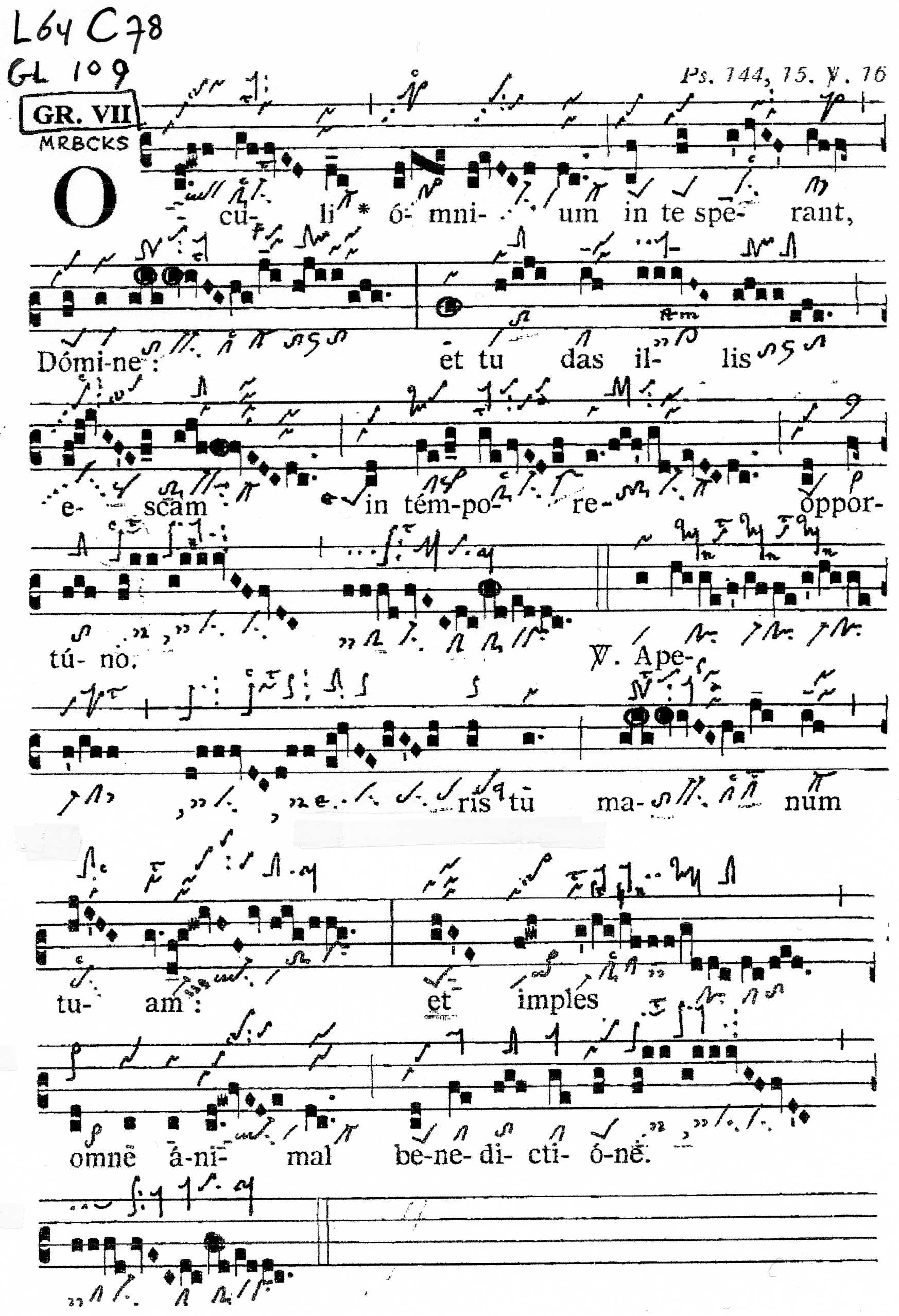
A Graduale Triplex romanus betűkkel jelzett részlete (fölül metzi, a vonalrendszeren kvadrát-, alul Szt. Gallen-i neumákkal)

Az adiasztematikus, azaz sem a hangmagasságot, sem a pontos dallammenetet nem jelölő korai neumaírásokban (jellemzően a metzi, a Szt. Galleni és chartres-i kéziratokban) már a 9-11. században megjelennek Romanus-betűkkel (litterae significativae) jelzett előadási utasítások is. A hagyomány szerint e jelzőbetűk használata egy Nagy Károlyhoz küldött római szerzetes találmánya, és a dinamikára, a tempóra valamint a kifejezésmódra és a hangmagasság változására vonatkoztak. Leírásuk Notker Balbulus († 912) egyik oktatólevele nyomán maradt ránk. Néhány példa: a – altius, szélesebben, magasabban; c – celeriter, gyorsan; m – mediocriter, közepesen; p – pressio, nyomni, lenyomni; f – cum fragore, lármásan; e – equaliter, egyenlő magasságban; i – iusum, inferius, lejjebb; l – levare, emelni; t – tenere, trahere, tartani, húzni; x – expectare, várni.
A német neumaírás a vonalak nélküli diasztematikus írásmódot alkalmazta, kiegészítve azt rövid, vízszintes, ritmusváltásra figyelmeztető, a hang határozatlan idejű nyújtására vonatkozó vonalakkal, ún. episzémákkal. Az episzéma megbonthatta a több hangot leíró neumák egységes ritmusát, tagolta a neumákat, ami új ritmikát adott az előadásnak.
- A vertkális episzéma a hangok másodlagos hangsúlyozását mutatja
- Horizontális episzéma
- Mora, azaz pont. Az adott hang hosszabbítására utaló jel

#### Solesmes notació és hatása
A 19. század elején Joseph Pothier (1835-1923) és André Mocquereau (1849-1930) apátok, a solesmesi Szt. Péter bencés apátság szerzetesei a gregorián dallamok hiteles, régi alakjának megtalálása érdekében összegyűjtötték és lemásolták vagy lefotózták a legkorábbi gregorián kéziratokat és középkori kódexeket, a megcsonkított gregorián dallamokat kijavították, majd Paléographie musicale címen kötetbe rendezték. A sorozat 1889-ben megjelent első kötete  a Szt. Galleni 339. kézirat fakszimiléjét tartalmazta. Az énekek előadásmódjával kapcsolatosan megalkották azt az ekvalista nézetet, miszerint a betűjelzéses, illetve a nyújtott és rövidített mozdulatokat jelző ritmikus kéziratok tanúsága alapján a gregoriánban alkalmazott apró ritmikai eltéréseket külön kellett jelezni; ebből következik, hogy a klasszikus gyakorlatban minden hangot egyforma hosszan kellett énekelni.
X. Pius pápa támogatta a solesmes-i szerzetesek munkáját, és a helyreállított dallamok alapján új énekeskönyvek kiadásáról rendelkezett, amelyek 1908-tól folyamatosan jelentek meg.
A múlt évszázadban több elmélet született a gregorián ritmusáról; a menzuralista csoport álláspontja szerint a gregoriánban az egyenlő alapérték nem jelentett monoton egyformaságot, mert a szöveg és a melizma-rajz érzékenyen ingó tempót biztosított.  A menzuralista álláspont képviselői eltérő módszereket dolgoztak ki a neumák mai ütemrendbe illesztéséhez. Például: Houdard ritmikai felfogása szerint minden neuma-alakzat (akár egy, akár több hangból áll) egyetlen, azonos időegységet képvisel, amely egy negyedhangnak felel meg.  Egy másik elmélet (Jeannin) szerint „a gregorián ritmus egyfajta vázra, »bordázatra« vezethető vissza. Azt állította, hogy a latin szóhangsúly hosszú magánhangzót jelent és az ütem hangsúlyos (»erős«) részével esik egybe. Azt javasolta, hogy a kéziratok összes nyújtott hangjait negyedhanggal írják át, a többi hangokat pedig nyolcadokkal.”
Az 1970-es években kibontakozó legújabb szemiológiai iskola a neumák egyazon hangsorozaton belül megmutatkozó sokféleségét, a neumaírás zenei-ritmikai tartalmát, és a szó-neuma viszonyát kutatja, valamint a kódexíró által választott grafikus jel belső logikáját tanulmányozza az összehasonlító forráselemzés és az esztétikai elemzés módszerével. A gregorián szemiológia megalkotója, Eugene Cardine solesmes-i bencés szerzetes felfigyelt arra, hogy „ugyanarra a dallamra ugyanaz a kódex különböző helyeken más és más jeleket használ. Több évtizedes kutatásai során bebizonyította, hogy a legrégebbi kódexekben szereplő neumaváltozatok (alakváltozatok, episzéma használata, neumatagolás, jelentéshordozó betűk stb.) eltérő előadásmódra utalnak.”

## A neumák nevei és formái

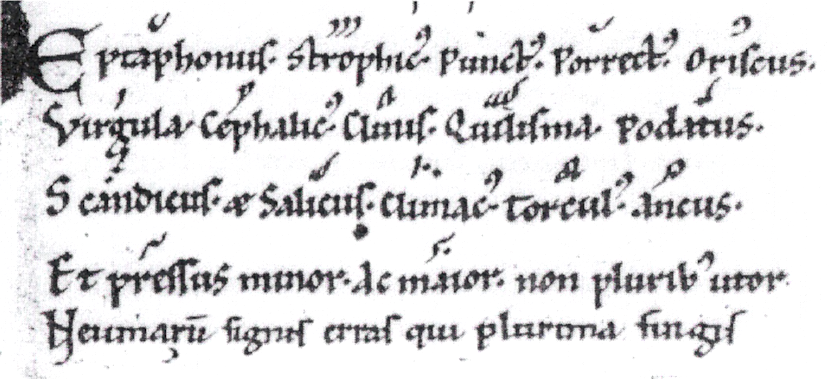
A Tabula brevis, a legrégebbi tabulatúrák egyike a 12. századból, amely hexameretbe rendezve mutatja be a neumákat

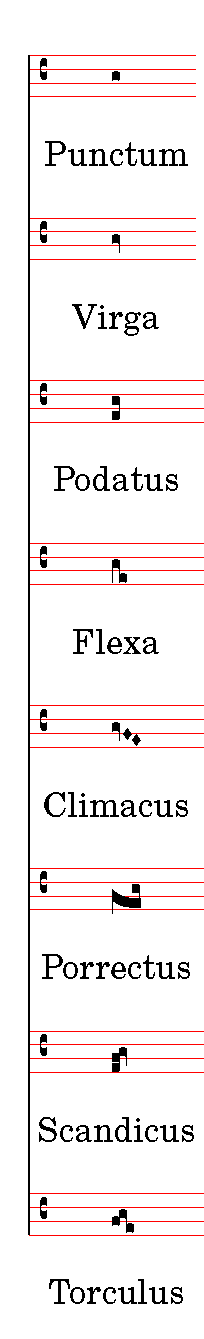

A neumák teljes sorában a legfontosabb csoportot a dallam felfelé és lefelé mozgását jelölő akcentusneumák, vagy alapneumák képviselik. Ezeken belül megkülönböztetünk egy hangot és több hangot leíró, csoportneumákat. A csoportneumákon belül a két vagy több jel összekötésével keletkezett neumák a ligatúrák; két vagy több neuma egymásmellettiségéből keletkezett neumák a konjunktúrák. (A ligatúra és konjunktúra között nincs előadásbeli különbség.)
Az elő- vagy alápontozással kiegészített neumák az összetett neumák, az előadásmódra utaló jelek az ún. liquescens, illetve díszítő vagy horogneumák.

### A nyolc alapneuma

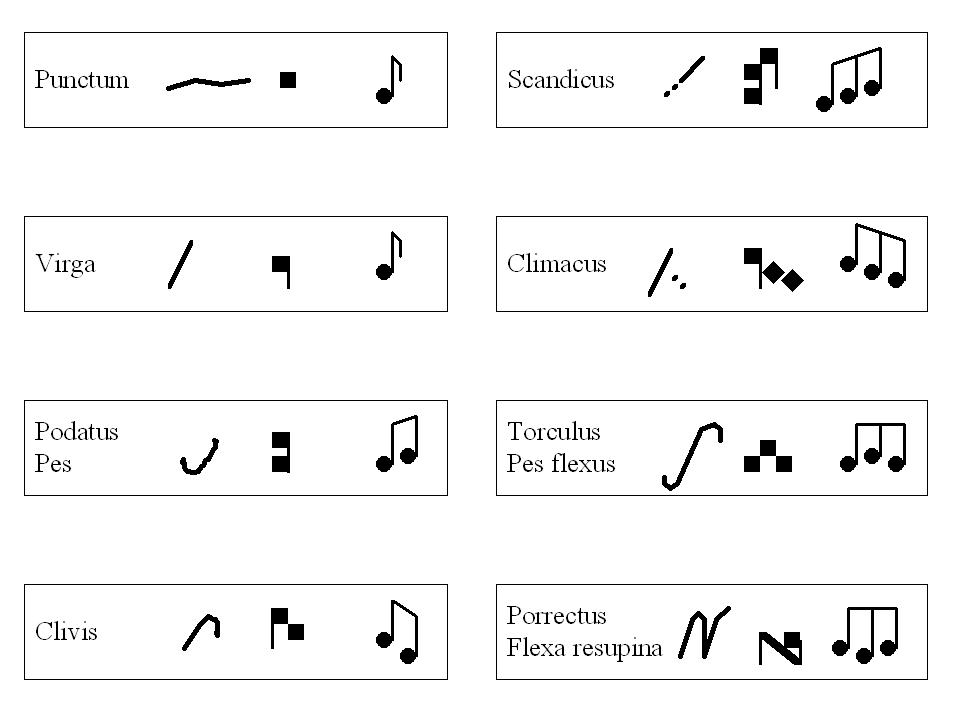
A nyolc alapneuma Szt. Gallen-i és kvadrát neumákkal írt változatai és azok mai kottázással írott megfelelői

#### Az egy hangot jelölő neumák
- punctum („pont”), az ókori (gravis) hangsúly alapján lefelé irányuló mozgást, azaz egy mélyebb hangot vagy lent-maradást jelöl,
- virga („pálcika”), az ókori „/” actus-hangsúlyból ered és felfelé mozgást, vagy magasan maradást jelent.

A punctum és a virga leéneklése egyedi, csupán a dallam irányát mutatja.

#### Két hangot jelölő neumák
- podatus vagy pes(„láb”) mély-magas mozgás, a punctum és a virga összekapcsolása, két hangból álló ligatúra.
- clivis vagy flexa („hajlás”) két hangból álló magas-mély mozgást jelent, eredete az ókori (circumflexus) hangsúly;

Leéneklésük szintén egyedi, mert sem a hangmagasságot sem a hangok közötti távolságot – szekundot, tercet, kvartot stb. – nem jelzik.

#### Három hangot jelölő neumák
- scandicus három hangból álló emelkedés, felfelé mozgás
- climacus  három hangból álló lefelé történő mozgás, konjunktúra
- torculus három hangot jelölő mély-magas-mély
- porrectus magas-mély-magas, három hangból álló ligatúra

### Összetett neumák
A jelek sora további három-négy és több hangból álló összetett neumákkal bővült, amelyeket mindig egy szótagra énekeltek. Kiegészítő jeleik a praepunctis (előpontozás) és a subbipunctis (alápontozás). Gyakran használt összetett neumák: a pes subbipunctis (láb és alata két pont); a porrectus flexus; és
- podatus pressus – egy előpontozott podatus, az első hang kötött, hangsúlyos ismétlését jelzi
- torculus resupinus
- scandicus subbipunctis – egy alápontozott scandicus

### Speciális neumák
Ide tartoznak az előadásmódra utaló és díszítő neumák, amelyek csak a legkorábbi kéziratokban találhatók. Pontos jelentésük a gregorián szemiológia vizsgálati témája.
- bivirga
- orsicus –  a hang remegtetése
- pressus – hangsúly vagy vibrato
- trigon

- strophicus – 2 vagy 3 azonos magasságú hang
- quilisma (gutturális hang) – előadásmódja vitatott, feltételezett jelentése: tremolo
- liquescens neuma különleges díszítő-jel, feltételezetten nazális hang  betűkombinációkhoz és kettőshangzókhoz kapcsolódó szemi-vokális neuma

Az apró liquescens jellel díszített további neumák: az ancus vagy liquescens climacus;  cephalicus vagy liquescens clivis;  epiphonus vagy liquescens pes.

### Kulcsok és további jelek
A dallamok átlagos hangterjedelmének megfelelően az énekek lejegyzéséhez 4 terctávolságot jelölő vonalat és két kulcsot használtak: a C- vagy Ut kulcsot és az F- vagy Fa kulcsot. Mindkettőt különböző pozíciókban aszerint helyezték a sor elejére, hogy éppen melyik vonal jelölte a C illetve az F hangok helyét. A hangoknak nem volt egységesen elfogadott abszolút magassága, a kulcsok csupán a félhangok és egészhangok helyének jelölésére szolgáltak. Arezzói Guido korabeli rendszerében az a két vonal, amely alatt félhang van más színű volt: a C-vonal sárga, az F-vonal piros. A vonalak színezése a 16. évszázadig megmaradt.
- C-kulcs
- F-kulcs
- ♭ módosító jel  a jelzett hangot fél hanggal lejjebb viszi
- custos a sor végén álló üres hang  a következő sor hangmagasságát jelzi

#### Szünetjelek
- minima
- minor
- divisio major
- finalis

## További irodalom
- A középkor zenetörténete [halott link] (magyarul)
- Rajeczky Benjamin: Mi a gregorián? (Budapest, 1981) (magyarul)
- Dobszay László: Bevezetés a gregorián énekbe (a Zeneakadémia Egyházzene Tanszakának jegyzete) (magyarul)
- Dobszay László: A gregorián átírásról  (magyarul)
- Dr. Dimitris E. Conomos: A kora keresztény és bizánci éneklés története és gyakorlata   (magyarul)
- A hangjegyírás a kezdetektől a tipográfiáig (magyarul)
- Löblin Judit: A gregorián ének írásmódja, neumák, korális notáció

 (magyarul)
- Paléographie musicale, ISBN 2-85274-219-5, facsimiles of early adiastamatic chant manuscripts (angolul)
- Apel, Willi. Gregorian Chant. Bloomington, IN: Indiana University Press (1990). ISBN 0-253-20601-4(angolul)
- Constantin Floros: "Universale Neumenkunde" (Universal Theory of Neumes); three-volume covering all major styles and schools of neumatic musical notation in three major divisions: Byzantine, Gregorian and Slavic. (angolul)
- Hiley, David. Western Plainchant: A Handbook. Clarendon Press (1995). ISBN 0-19-816572-2 (angolul)
- Hiley, David, Howard Mayer Brown and Stanley Sadie.szerk.: W.W. Norton & Co: Performance Practice: Music before 1600. New York: Clarendon Press (1990). ISBN 0-393-02807-0 (angolul)
- Mahrt, William P. (2000). Chant. In A Performer's Guide to Medieval Music, Ross Duffin, ed., pp. 1–22. Bloomington, IN: Indiana University Press. ISBN 0-253-33752-6 (angolul)
- McKinnon, James, ed.. Antiquity and the Middle Ages. Prentice Hall (1990). ISBN 0-13-036153-4 (angolul)
- Wagner, Peter. (1911) Einführung in die Gregorianischen Melodien. Ein Handbuch der Choralwissenschaft. Leipzig: Breitkopf & Härtel. (angolul)
- Wilson, David. Music of the Middle Ages. Schirmer Books (1990). ISBN 0-02-872951-X (angolul)
- Michael Bernhard (Hrsg.): Quellen und Studien zur Musiktheorie des Mittelalters. München 1990–2001 (németül)
- Eugène Cardine: Gregorianische Semiologie. La Froidfontaine, Solesmes 2003, ISBN 2-85274-049-4 (németül)
- Solange Corbin: Die Neumen. (Palaeographie der Musik. Bd. 1, Fasz. 3), Köln 1977 ISBN 3-87252-065-2 (németül)
- Constantin Floros: Universale Neumenkunde, Band 1 bis 3. Kassel 1970 (németül)
- Ewald Jammers: Tafeln zur Neumenschrift. Tutzing 1965 (németül)
- Nancy Phillips: Notationen und Notationslehren von Boethius bis zum 12. Jahrhundert. In Michel Huglo, Charles M. Atkinson, Christian Meyer, Karlheinz Schlager, Nancy Phillips: Die Lehre vom einstimmigen liturgischen Gesang. Darmstadt 2000 ISBN 3-534-01204-6 (németül)
- Bruno Stäblein: Schriftbild der einstimmigen Musik. Leipzig 1975 (németül)